# ホアスアン・スタジアム
ホアスアン・スタジアム（Hòa Xuân スタジアム）は、ベトナムのダナン市ホアスアン地区に位置するサッカー専用のスタジアムです。現在、SHBダナンFCのホームスタジアムとして使用されています。収容人数は20,500人で、ベトナムで最大かつ最も近代的なサッカー専用スタジアムであり、ザーライ省にあるプレイク・スタジアム（収容人数12,000人）に次いで、国内で2番目に建設されたサッカー専用スタジアムです。

## 建設工事の入札
スタンドA・B・C・D、サッカー場および周辺の共通技術インフラの建設工事パッケージは、ダナン建設・インフラ開発株式会社（DCID）によって施工され、その総額は3,000億ドンを超えました。サッカー場の照明設備工事パッケージは、タン・ラムスポーツ有限会社が施工し、工事費はおよそ1,300億ドンでした。2013年2月21日に着工し、2016年8月30日に完了し、正式に竣工しました。
2016年12月14日、スタジアムは正式にダナン市文化・スポーツ局に引き渡され、2017年のVリーグ開幕に向けて使用が開始されました。2017年1月7日の開幕戦では、SHBダナンがホアンアイン・ザーライに1-0で勝利し、これがホアスアン・スタジアムのこけら落としの試合となりました。

## サッカー・スタジアム
スタジアムは20,500人の収容能力を持ち、敷地面積66,530平方メートルに建設されました。スタジアムには4つの観客スタンドがあり、そのうちメインスタンドは2階建てで屋根が設置されており、他のスタンドはそれよりも低い構造になっています。スタンドの下には、売店、機能室、トイレなどの設備があります。
スタンドA中央には、テーブル付きのスーパーVIP席が140席設置されており、暴動防止用のフェンスや、スタンドB・C・Dを分離するフェンス、案内標識・表示システム、各種機能室、電子掲示板、音響システム、そして予備電源システムも完備されています。
2025年には、スタジアムのピッチおよび排水・給水システムが改修されました。特に注目すべき点としては、芝生がこれまでのバミューダグラスから**ゼオンゾイシア（Zeon Zoysia）**に変更されたことです。ゼオンゾイシアはサッカー専用の高級芝であり、ITGAP認証も取得しています。

## 設備
ホアスアン・スタジアムは、約20,500席の収容能力を持ち、ベトナムにおけるクラブレベルで最も近代的なサッカー専用スタジアムの一つです。全ての観客スタンドには椅子が設置されており、メインスタンド（スタンドA）には屋根が備えられています。他のスタンドには屋根がありません。ヨーロッパの多くのスタジアムと同様に、トラック（ピステ）が存在せず、観客はピッチに非常に近い距離で試合を観戦することができます。
さらに、ホアスアン・スタジアムには国際基準を満たした各種機能室が完備されており、記者会見室、更衣室、医務室、マッサージルームのほか、SHBダナンFCの伝統展示室なども整備されています。すべての設備は最新の機器で装備され、機能的に配置されています。

## 公共交通
ホアスアン・スタジアムへのアクセスは、タクシー、グラブ（配車アプリ）、バイクなどが利用可能です。
また、スタジアム付近には以下のような市バスの路線も通っています：
- 7番線： Xuân Diệu – Hòa Phước
- 12番線： Xuân Diệu – Phạm Hùng

バスの停留所や時刻表などの詳細は、**「ダナン・バス（Đà Nẵng Bus）」**の公式情報をご確認ください。

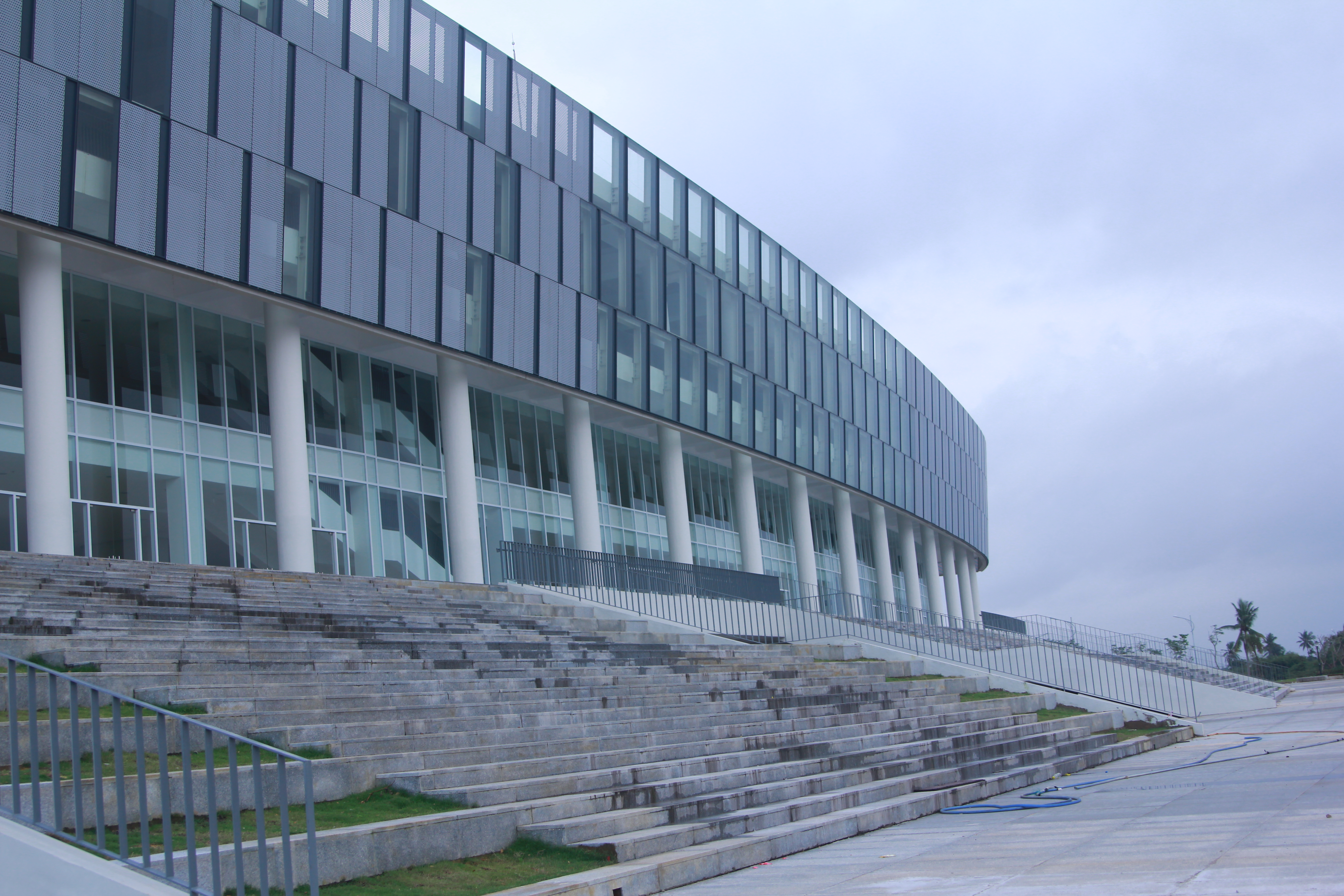
ホアスアン・スタジアム外部
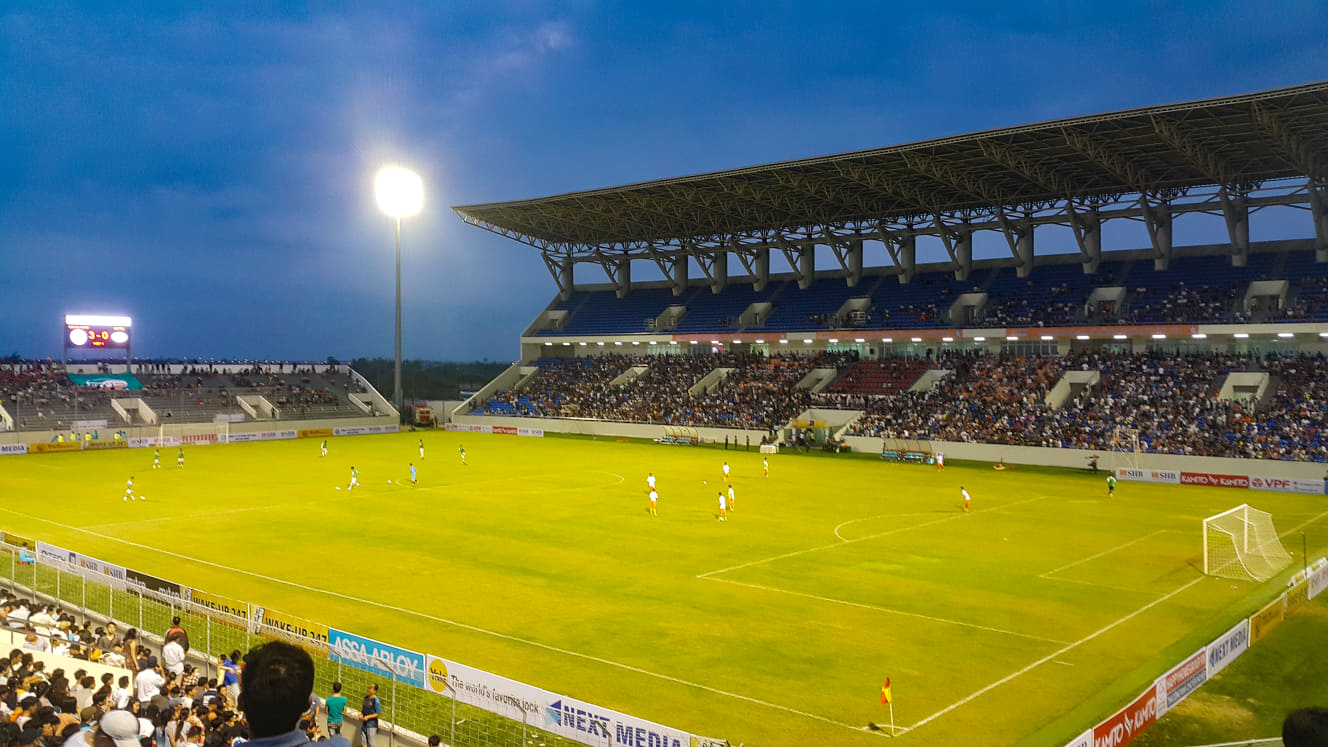
ホアスアン・スタジアム内部
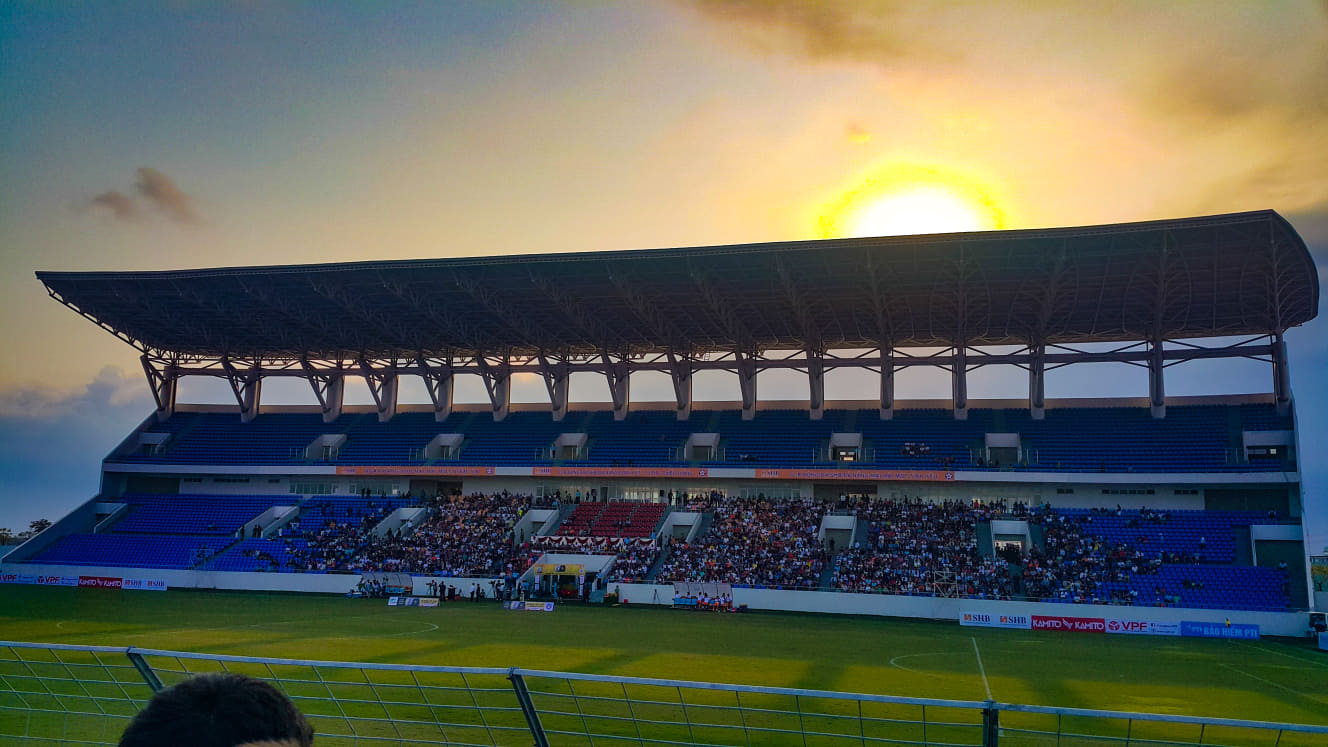
夕方のホアスアン・スタジアム
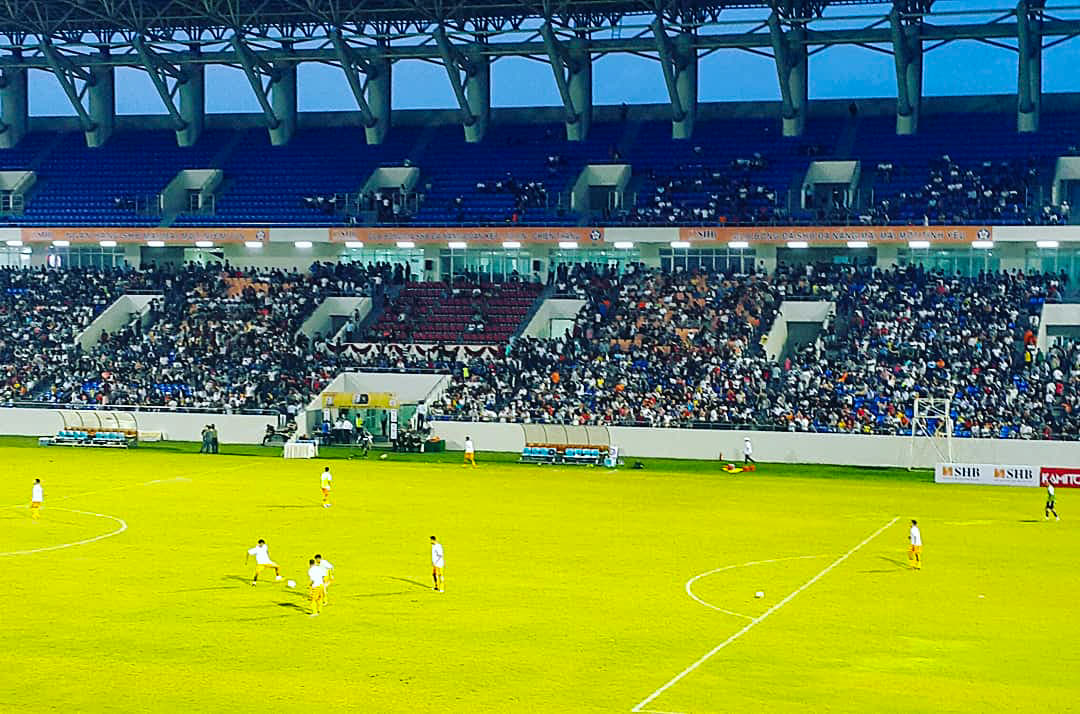
2019年のVリーグ1の試合
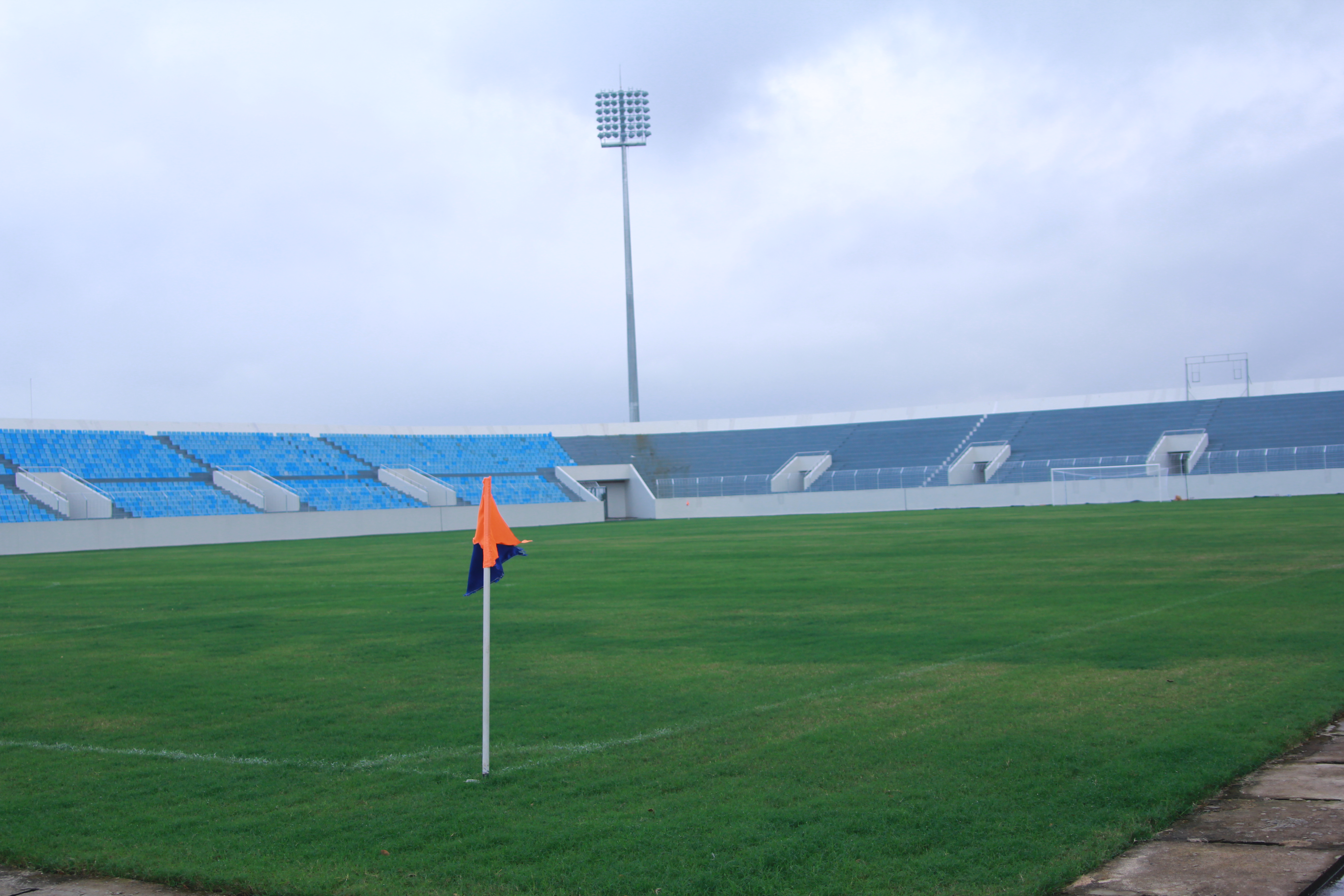
ホアスアン・スタジアムの芝